# Axim
Axim est une ville côtière du Ghana, située à 64 km à l'ouest de Sékondi.
On y trouve un fort construit par les Portugais en 1515, le fort Santo Antonio.

## Population
En 2013, la population était de 27 719 habitants.

## Personnalité lie à la ville
- Archie Casely-Hayford (1898-1977), avocat et homme politique ghanéen